# Hoplia detrita
Hoplia detrita är en skalbaggsart som beskrevs av Semyon Martynovich Solsky 1876. Hoplia detrita ingår i släktet Hoplia och familjen Melolonthidae. Inga underarter finns listade i Catalogue of Life.